# Rafael López Pintor
Rafael López Pintor (Fernán Núñez, 26 de enero de 1942), es un catedrático español.

## Biografía
Catedrático de sociología de la Universidad Autónoma de Madrid, Doctor en ciencia política por la Universidad de Carolina del Norte y Doctor en derecho por la Universidad Complutense de Madrid. Asimismo fue director general del Centro de Investigaciones Sociológicas CIS así como uno de los fundadores de la empresa Demoscopia y su primer director. En 1989 comienza a trabajar para Naciones Unidas en labores de procesos electorales de diversos países. Desde entonces ha colaborado con la ONU, la Unión Europea, La Organización para la Seguridad y Cooperación en Europa (OSCE), la Fundación Internacional de Sistemas Electorales (IFES) y otros organismos internacionales en la organización de elecciones y apoyo a procesos de paz en más de 30 países de todos los continentes en situaciones de posconflicto tales como Nicaragua, El Salvador, Guatemala, México o Perú en América Latina; Angola, Mozambique, Liberia, Nigeria o Costa de Marfil en África; Albania y Kosovo en los Balcanes; Camboya y Nepal en el Sur de Asia; Afganistán; Palestina, Irak, Yemen, Marruecos, Túnez y Egipto en Magreb y Oriente Medio.      
El 2 de mayo de 2002, es elegido académico correspondiente por Fernán Núñez. En el año 2003, el Ayuntamiento de Fernán Núñez acuerda solicitar la medalla de honor de Andalucía para él. En 2009 le fue concedido el galardón J.Baxter por su contribución al desarrollo democrático, que le fue entregado en la Comisión de relaciones Exteriores del Senado de los Estados Unidos. Fue candidato al premio Príncipe de Asturias en Ciencias Sociales en 2011. En 2012 su villa natal de Fernán Núñez le otorgó por unanimidad del pleno municipal el título de Hijo Predilecto.

## Obra
- Los españoles en los años 70: una versión sociológica
- La opinión pública española, del franquismo a la democracia
- Sociología Industrial
- Votos contra Balas
- "Electoral Management Bodies as Institutions of Government"
- "Getting to the CORE: Cost of Registration and Elections"
- "Postconflict Elections and Democratization: An Experience Review"